# بوک اینترنشنال
بوک اینترنشنال (به انگلیسی: BOC International Holdings Limited، به اختصار BOCI) شرکت سرمایه‌گذاری چینی است، که در سال ۱۹۹۸ توسط بانک چین تأسیس شد.